# Estadio Alberto Mora Mora
El Estadio Alberto Mora Mora, más conocido como el Mora Mora o el Fortín de Libaré es un estadio colombiano ubicado en la ciudad colombiana de  Pereira, Risaralda, destinado especialmente para la práctica del  fútbol. Fue inaugurado en 1943, en el sector correspondiente a lo que hoy es el Barrio Kennedy de la ciudad. 
Cuenta con una capacidad para 10 000 espectadores. Fue sede del  Deportivo Pereira hasta la construcción del Estadio Hernán Ramírez Villegas, aunque en ocasiones el equipo disputa partidos de la Copa Colombia en dicho escenario. .

## Historia
Fue llamado inicialmente estadio Libaré, e inaugurado en un pequeño torneo entre los equipos Once Deportivo de Manizales y una fusión de los equipos Viriocol y Otún. En la década de los 50 fue rebautizado con el nombre de Alberto Mora Mora, en honor a un reconocido médico y gerente deportivo de la ciudad.
En 1944, el Deportivo Pereira juega su primer partido en el estadio Mora Mora ante el Guadalajara de Buga, con un marcador favorable 6-5 al equipo local. Luego de ello, el estadio se constituyó en un auténtico fortín y referente para la ciudad, donde se recuerdan las goleadas que propinó el Deportivo Pereira 9-0 al cuadro Huracán de Medellín en 1951, y un 6-0 al  Atlético Nacional en 1962.
Quizá uno de los partidos más recordados que se hayan disputado en el Mora Mora se jugó en 1953, cuando el Deportivo Pereira enfrentó a  Millonarios, quien contaba con jugadores de la talla de  Di Stéfano y  Pedernera, referentes del fútbol local en la época conocida como El Dorado.
Desde la apertura del Ramírez Villegas en 1971, el Mora Mora ha sido relegado a un segundo plano, y solo se tiene en cuenta en algunos torneos locales.